# Themes for Great Cities 79/81
| Recensione       | Giudizio |
| ---------------- | -------- |
| AllMusic         | [ 1 ]    |
| Robert Christgau | (C-)     |

Themes for Great Cities 79/81 è una raccolta del gruppo musicale britannico Simple Minds, pubblicata il 1º novembre 1981 solo negli Stati Uniti.
All'epoca l'unico disco dei Simple Minds uscito negli Stati Uniti era Life in a Day e questo venne progettato per anticipare al pubblico statunitense il resto del catalogo, che sarebbe stato presto distribuiti anche lì dalla Virgin.

## Tracce
Testi e musiche dei Simple Minds.
Lato 1
1. I Travel - 4:01
2. Celebrate - 5:09
3. In Trance as Mission - 6:49
4. 30 Frames a Second - 5:00

Lato 2
1. Premonition - 5:28
2. Sweat in Bullet ° - 3:00
3. Love Song - 3:52
4. The American - 3:50
5. Themes for Great Cities - 5:49

° Remixato da Pete Walsh.

## Formazione
- Jim Kerr - voce
- Charlie Burchill - chitarra
- Derek Forbes - basso
- Michael MacNeil - tastiere
- Brian McGee - batteria